# Cyrtochilum matangense
Cyrtochilum matangense är en orkidéart som först beskrevs av Leonore Bockemühl, och fick sitt nu gällande namn av Stig Dalström. Cyrtochilum matangense ingår i släktet Cyrtochilum, och familjen orkidéer.
Artens utbredningsområde är Ecuador. Inga underarter finns listade i Catalogue of Life.